# COVID-19-Pandemie in Monaco
Die COVID-19-Pandemie in Monaco tritt als regionales Teilgeschehen des weltweiten Ausbruchs der Atemwegserkrankung COVID-19 auf und beruht auf Infektionen mit dem Ende 2019 neu aufgetretenen Virus SARS-CoV-2 aus der Familie der Coronaviren. Die COVID-19-Pandemie breitet sich seit Dezember 2019 von China ausgehend aus. Ab dem 11. März 2020 stufte die Weltgesundheitsorganisation (WHO) das Ausbruchsgeschehen des neuartigen Coronavirus als Pandemie ein.
Die Pandemie hat Monaco nachweislich am 29. Februar 2020 erreicht.

## Verlauf
Am 29. Februar 2020 gab Monaco seinen ersten Fall bekannt, ein Mann, der im Princess Grace Hospital Centre eingeliefert und dann in das Universitätskrankenhaus von Nizza in Frankreich verlegt wurde.
Am 14. März 2020 ordnete die Regierung die Schließung von Kindergärten, Turnhallen, Parks, Denkmälern und Schulen an. Auch das Saint-Patrick’s-Konzert wurde abgesagt.
Am 16. März 2020 war der Staatsminister von Monaco, Serge Telle, das weltweit erste Regierungsoberhaupt, das positiv auf COVID-19 getestet wurde.
Am 17. März 2020 wandte sich Albert II. zum ersten Mal in seiner Regierungszeit in einer ernsthaften Rede an die Nation, in der er über die Verstärkung der Quarantänemaßnahmen informierte. Zwei Tage später war Albert das erste Staatsoberhaupt, das positiv auf das Coronavirus getestet wurde. Später wies er die Vermutung zurück, dass er Charles, Prince of Wales, bei einer Veranstaltung, an der die beiden am 10. März in London teilgenommen hatten, infiziert habe.
Der Grand Prix von Monaco wurde am 19. März abgesagt, nachdem die Organisatoren nicht in der Lage waren, einen Termin für das Rennen über den geplanten 24. Mai hinaus zu verschieben, was das erste Mal seit 66 Jahren ist, dass die Veranstaltung nicht durchgeführt wurde.
Am 25. März 2020 gab die Regierung bekannt, dass die Zahl der von dem Coronavirus betroffenen Menschen 31 erreicht hat.

## Statistik
Die Fallzahlen entwickelten sich während der COVID-19-Pandemie in Monaco wie folgt:

### Infektionen

Bestätigte Infizierte in der Monaco nach Daten der WHO. Oben kumuliert, unten Tageswerte

### Todesfälle

Bestätigte Todesfälle in der Monaco nach Daten der WHO. Oben kumuliert, unten Tageswerte